# Pierre Uytterhoeven
Pierre Uytterhoeven ist ein französischer Drehbuchautor, der bei der Oscarverleihung 1967 zusammen mit Regisseur Claude Lelouch den Oscar für das beste Originaldrehbuch für Ein Mann und eine Frau (1966) erhielt.

## Biografie
Uytterhoeven begann zunächst als Regieassistent und erhielt 1966 den Prix Vulcain de l’artiste technicien, ehe er gleich für seine zweite Arbeit als Autor, dem Drehbuch zu Claude Lelouchs Ein Mann und eine Frau mit diesem 1967 den Oscar für das beste Originaldrehbuch erhielt.
Gemeinsam mit Lelouch war er 1976 erneut für den Oscar für das beste Originaldrehbuch nominiert und zwar für Ein Leben lang (1974). Weitere Filme mit von ihm geschriebenen Drehbüchern und Szenarien waren Die Entführer lassen grüßen (1971) von C. Lelouch, Kerzenlicht (1972) von Serge Korber, Ein glückliches Jahr (1973) von C. Lelouch, And Now … Ladies & Gentlemen (2002) von C. Lelouch sowie Roman de gare (2007), eine weitere Gemeinschaftsarbeit zwischen ihm und Claude Lelouch. Mit Lelouch schuf er auch das Drehbuch für die französische Episode zu 11′09″01 – September 11 (2002).
Zwischen 1993 und 1998 schrieb er außerdem einige Drehbücher für Folgen der Fernsehserie über den von Léo Malet erfundenen Privatdetektiv Nestor Burma.
2018 wurde er in die Academy of Motion Picture Arts and Sciences berufen, die jährlich die Oscars vergibt.

## Filmografie (Auswahl)
- 1970: Voyou oder Ein Strolch in Paris (Le Voyou)
- 1972: Kerzenlicht (Les feux de la chandeleur)
- 1974: Ein Leben lang (Toute une vie)